# Brugairolas
Brugairòlas (en francès Brugairolles) és un municipi francès situat al departament de l'Aude i a la regió d'Occitània. Popularment es pronuncia [bergairòlos].